# Don Warnke
Donald Leroy Warnke, detto Don (Michigan City, 8 aprile 1920 – Flagstaff, 14 aprile 1970), è stato un cestista e allenatore di pallacanestro statunitense, professionista nella NBL.

## Carriera
Giocò per due stagioni nella NBL, disputando complessivamente 21 partite con 1,4 punti di media.